# Вінников Трохим Степанович
Трохим Степанович Вінников (? — ?) — радянський діяч, голова виконавчого комітету Полтавської окружної ради. Член ВУЦВК.

## Життєпис
Член РСДРП(б) з 1917 року.
На 1924—1926 роки — заступник народного комісара землеробства Української СРР.
У 1926—1928 роках — заступник голови ЦК незаможних селян Української СРР. З 1926 року — голова Ради із колективізації.
У грудні 1928 — серпні 1930 року — голова виконавчого комітету Полтавської окружної ради.
Подальша доля невідома.

## Родина
Дружина — Варвара Іванівна. Сини Карл та Віктор, дочка Галина.